# DB Regio Nordostbayern
DB Regio Nordostbayern mit Sitz in Hof (Saale) war ein Geschäftsbereich der Deutschen Bahn AG, der für einen Großteil des schienengebundenen Regional- und Nahverkehrs im Regierungsbezirk Oberfranken verantwortlich war.
Das Unternehmen entstand zum 1. Oktober 2010 durch die Vereinigung der DB Regio Oberfranken und DB Regio Ostbayern.
Am 1. Januar 2017 wurde DB Regio Nordostbayern aufgelöst und mit vier weiteren regionalen Verkehrsbetrieben (RVB) unter dem Namen DB Regio Bayern zusammengeführt.

## Züge
Bedingt durch die Situation, dass am Betriebsstandort Hof hauptsächlich nicht-elektrifizierte Strecken zusammentrafen, konnten von Bayern aus nur dieselbetriebene Fahrzeuge die Stadt erreichen. Nach Investitionen der Deutschen Bahn um die Jahrtausendwende hat sich das Bild der Züge innerhalb weniger Jahre größtenteils von diesellokbespannten Wagenzügen zu modernen Triebzügen gewandelt. Heute sind in Hof 45 Neigetechnikzüge der Baureihe VT 612 und 7 konventionelle VT 641 stationiert. Die Züge werden unter anderem auf Regional-Express-Linien des Main-Saale-Netz als Main-Saale-Express eingesetzt.

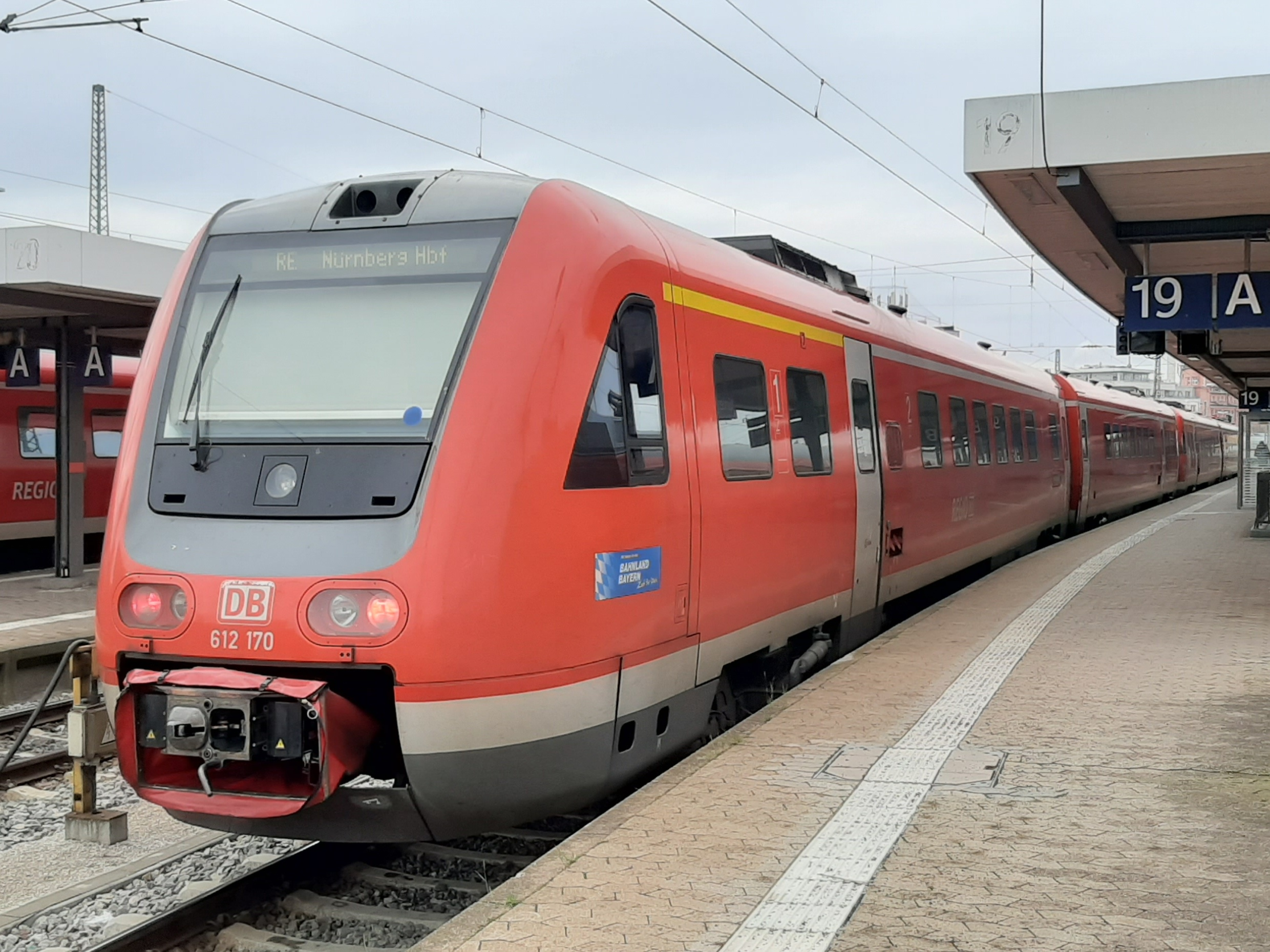
VT 612
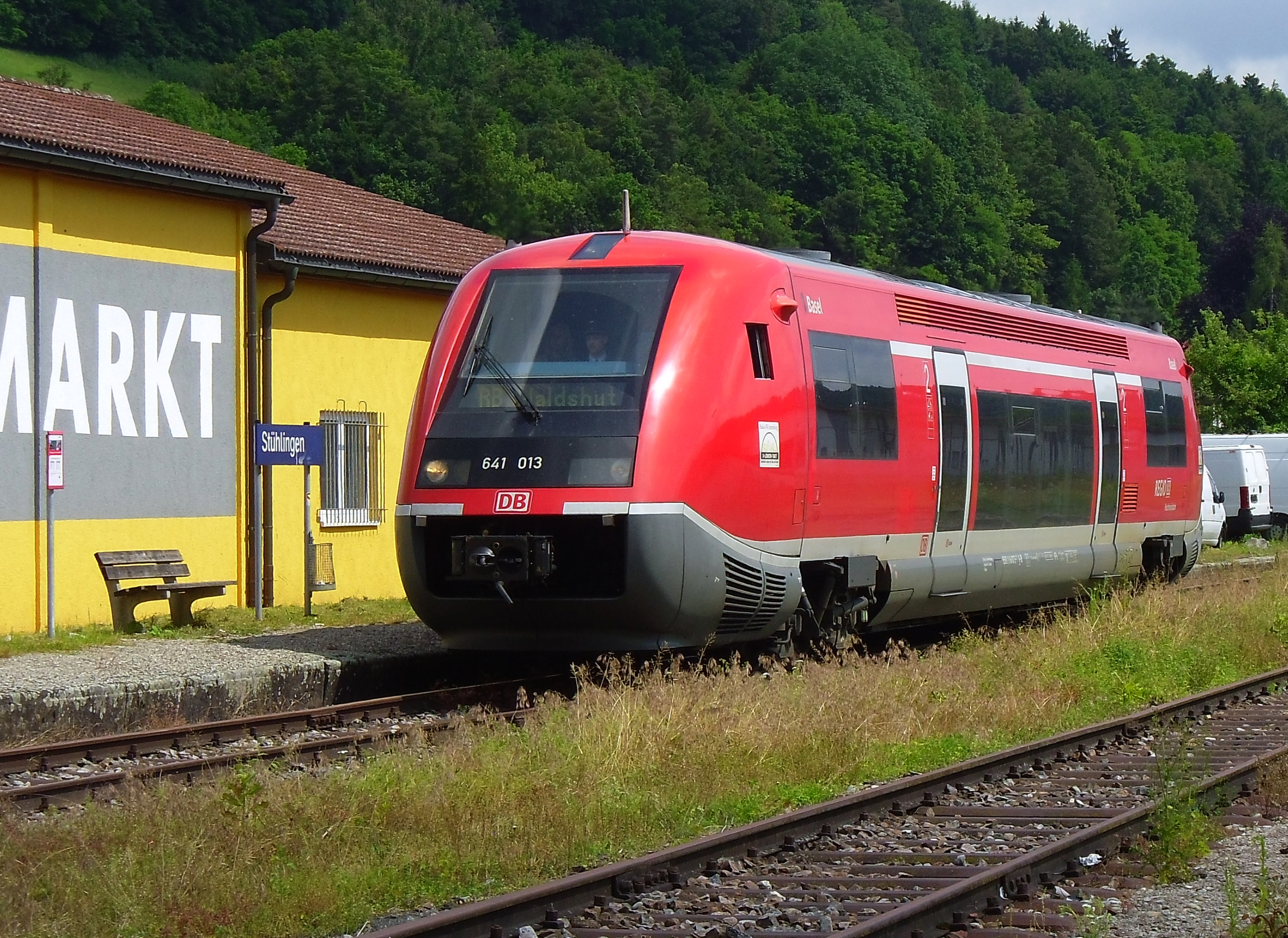
VT 641 (außer Dienst)
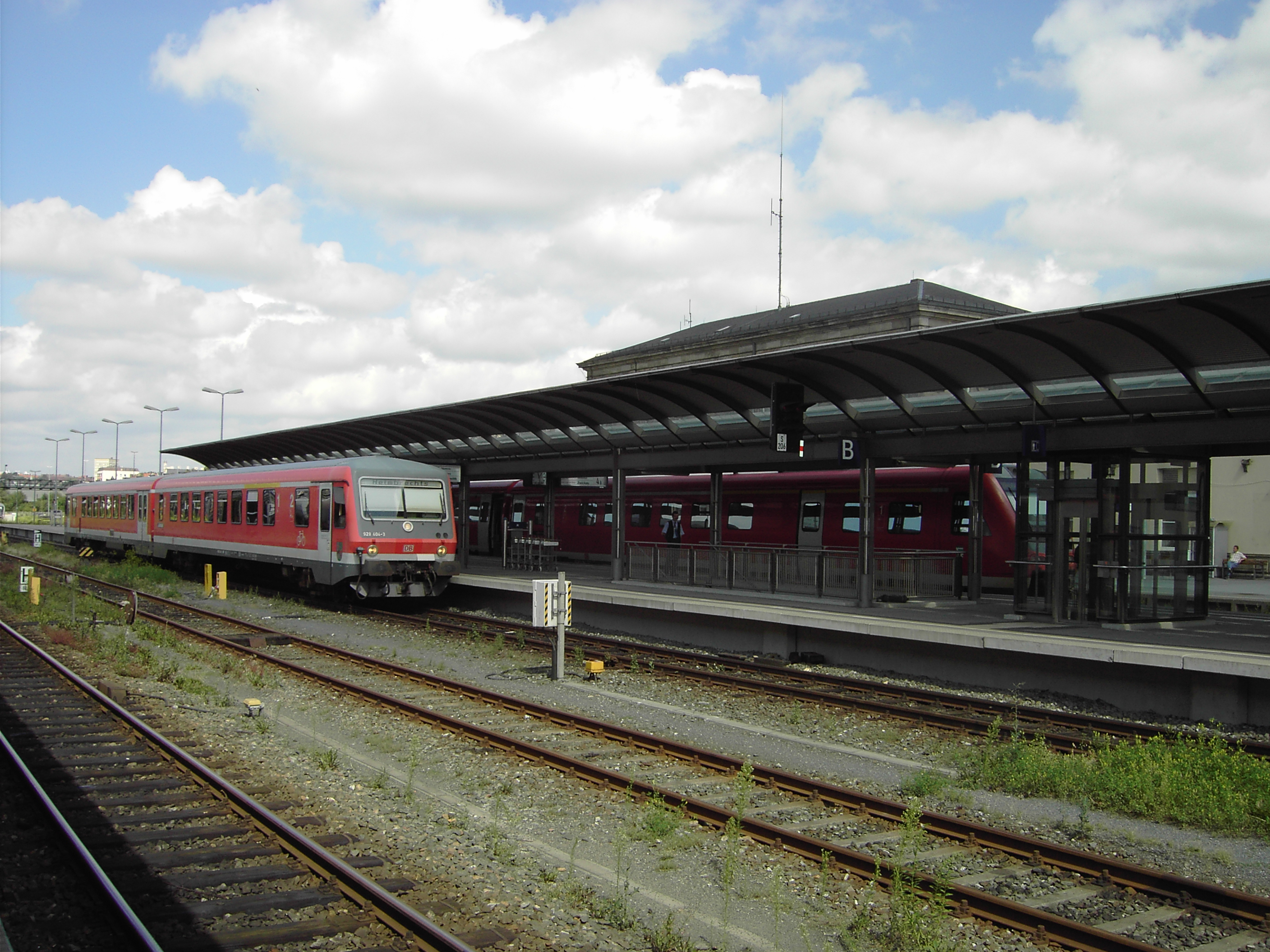
VT 628 (außer Dienst)

## Betriebswerk
DB Regio Nordostbayern besaß mit dem Betriebswerk Hof eine 68.000 m² große Werkstatt, die besonders auf Neigetechnikfahrzeuge spezialisiert war. Hier wurden die Triebwagen der Baureihen 612 und 641 gewartet, instand gehalten und repariert, sowie auch die ehemaligen Nürnberger Fahrzeuge der Baureihe 610. Die Werkstatt wurde in den Jahren 2000 und 2001 für rund 4 Millionen Euro modernisiert und den Anforderungen angepasst.

## Strecken
Das Verkehrsgebiet umfasste einen Großteil der Strecken in Oberfranken. Im Folgenden ein Auszug aus Strecken,
die von DB Regio Nordostbayern mit Fahrzeugen bestückt wurden:
- RE30 Nürnberg – Bayreuth – Hof
- RE31 Nürnberg – Marktredwitz – Hof
- RE32 Nürnberg – Bayreuth – Lichtenfels – Bamberg
- RE33 Nürnberg – Marktredwitz – Cheb
- RE35 Bamberg – Lichtenfels – Hof
- RE38 Lichtenfels – Bayreuth
- RE39 Lichtenfels – Hof
- RE40 Nürnberg – Schwandorf – Regensburg
- RE41 Nürnberg – Neustadt (Waldnaab)
- RE43 (Regensburg –) Schwandorf – Nürnberg
- RE47 Nürnberg – Schwandorf – Furth im Wald

Die RE-Leistungen wurden mit Triebwagen der Baureihe 612 gefahren, auf der Strecke Hof / Bayreuth–Marktredwitz–Nürnberg verkehrten bis zum Fahrplanwechsel im Dezember 2007 abwechselnd auch VT 610 aus dem Betriebshof Nürnberg.
Ab Dezember 2015 wurde eine zweistündliche Verlängerung der aus Frankfurt kommenden neuen Twindexx-Vario-Züge (neue Doppelstockzüge) ab Würzburg nach Bamberg durchgeführt. Bis dahin wurde ab Dezember 2013 dieser Bereich mit im Raum München freiwerdenden Regionalbahn-Züge der Baureihe 425 auf der RE-Verbindung ersetzt. Ebenso wurden diese auf der RB-Verbindung der Mainfrankenbahn zur Optimierung der Coradia-Continental-Züge eingesetzt. Die Verbindung Bamberg-Bayreuth/Hof wurde seit Dezember 2013 zusätzlich zum RegioSwinger mit aus Erfurt kommenden Dieseltriebwagen der Baureihe 641 bestückt. Dabei wurden die RegioSwinger nur auf der Strecke Hof/Bayreuth–Lichtenfels eingesetzt, die Verbindungen nach Bamberg wurde mit der Baureihe 641 gefahren.

## Wettbewerb

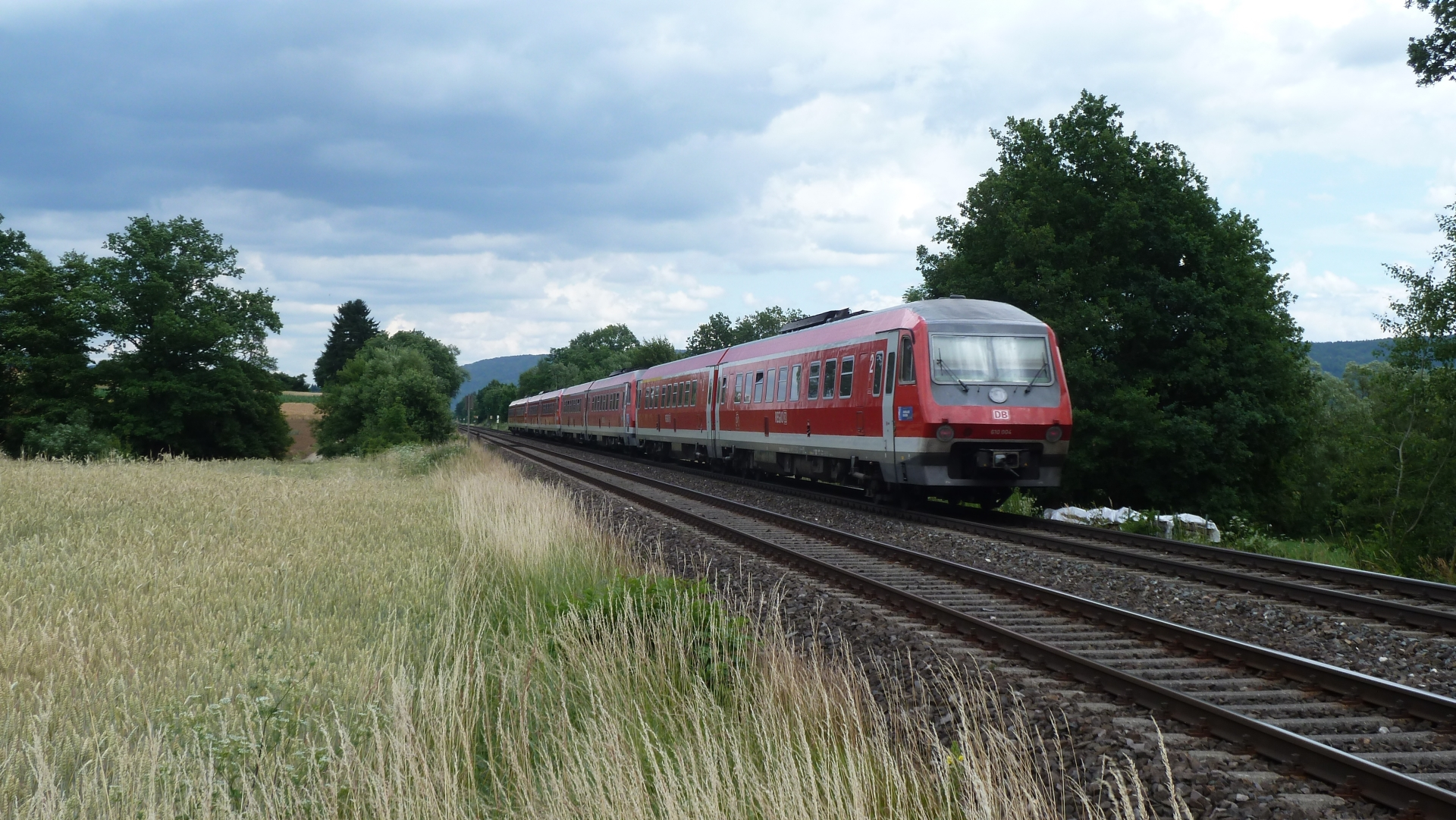
4 Triebwagen der Baureihe 610 als RE nach Hof, Bayreuth und Schwandorf östlich von Reichenschwand

Auf den Bahnstrecken Regensburg–Weiden, Weiden–Oberkotzau, deren Weiterführung Richtung Hof und Plauen sowie dem Abschnitt Marktredwitz–Cheb verkehrte seit einigen Jahren die private Oberpfalzbahn, betrieben von der Länderbahn. Der Regional-Express München–Regensburg–Hof ab Dezember 2007 wurde 2005 ebenfalls an die Länderbahn vergeben, die diesen als alex betrieb.
Die Bayerische Eisenbahngesellschaft hatte im Rahmen der Ausschreibung „Dieselnetz Oberfranken“ die RB-Leistungen sämtlicher nicht elektrifizierter Strecken in Oberfranken zum Betriebsbeginn am 12. Juni 2011 an die BeNEX GmbH, einem Tochterunternehmen der Hamburger Hochbahn AG vergeben. Dort befuhren agilis-Züge die gewonnenen Strecken. Die RB-Linie Hof–Marktredwitz–Regensburg, die bis dahin von der Vogtlandbahn betrieben wurde, wurde zum Fahrplanwechsel im Dezember 2012 in Marktredwitz geteilt. Der nördliche Abschnitt Hof–Marktredwitz wurde mit der RB Marktredwitz–Kirchenlaibach–Bayreuth zu einer neuen, durchgehenden RB-Linie Hof–Marktredwitz–Bayreuth vereinigt. Für den südlichen Abschnitt Marktredwitz–Regensburg erhielt im Dezember 2010 die Länderbahn den Zuschlag, die bereits die Waldbahn und den alex betrieb.
Ebenso wurde das von DB Regio Nordostbayern betriebene elektrifizierte Teilnetz auf der Achse Bamberg–Lichtenfels–Sonneberg / Saalfeld (Saale) ausgeschrieben. Auch hier ging der Auftrag an einen Mitbewerber, die Regional- und Stadtverkehr Bayern GmbH, einem Tochterunternehmen der DB Regio. Die Betriebsaufnahme erfolgte stufenweise zum Dezember 2011 und 2013.
DB Regio Nordostbayern betrieb somit seit Dezember 2013 ausschließlich RE-Züge in Oberfranken.
Die RE-Verbindung Würzburg–Bamberg–Lichtenfels–Bayreuth/Hof wurde zweigeteilt, da die DB Regio Franken die Ausschreibung im Bereich Main-Spessart Anfang 2013 gewann. Somit verlor die DB Regio Nordostbayern die Bahnstrecke Bamberg–Rottendorf. Seit Dezember 2013 bestand sie aus der Strecke (Frankfurt–)Würzburg–Bamberg, die in die DB Regio Bayern VB Franken überging. Andererseits ging die Strecke Bamberg–Lichtenfels–Bayreuth/Hof in die DB Regio Bayern VB Nordostbayern über.